# 哈杰

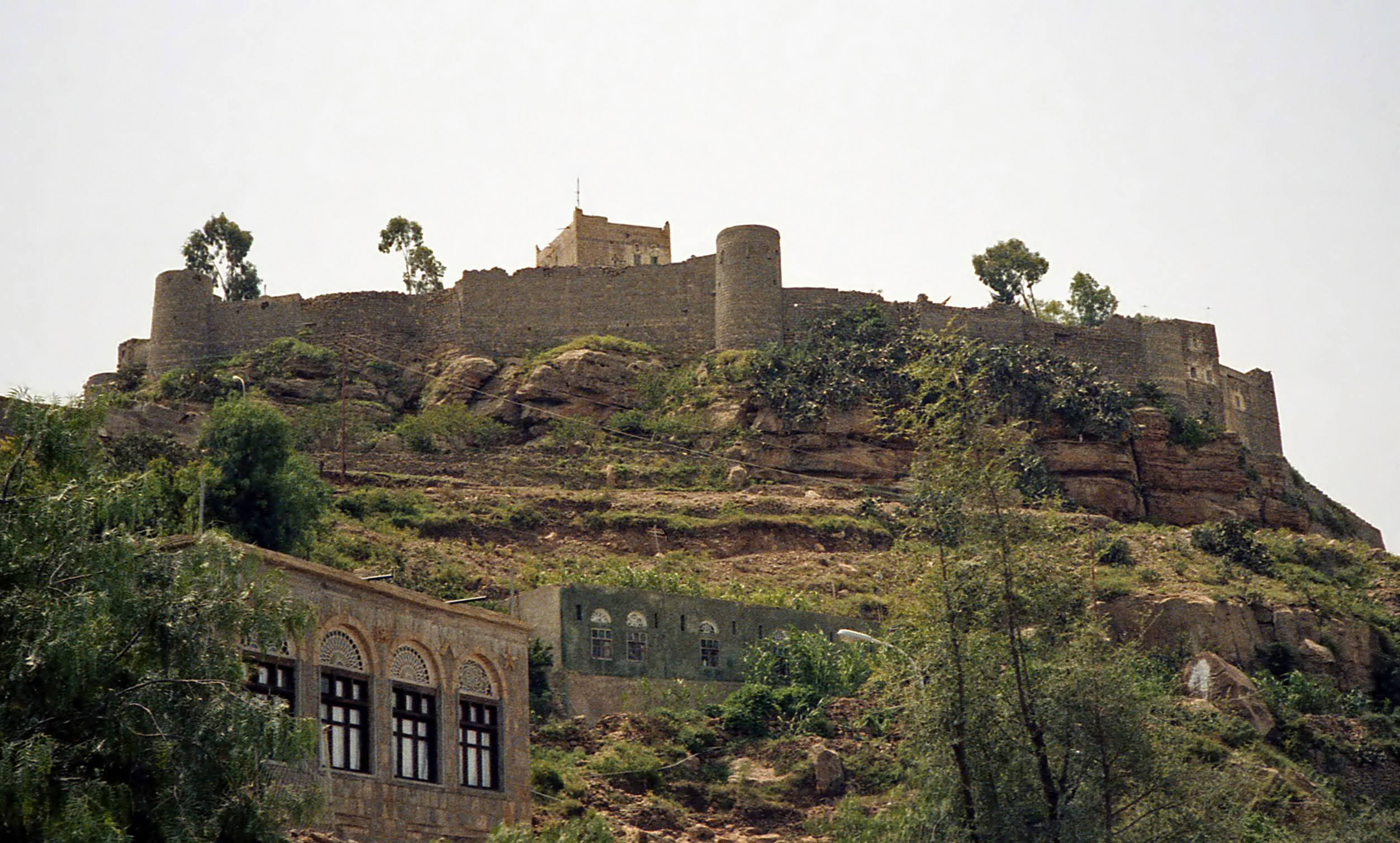
哈杰堡垒

哈杰 (英語：Hajjah)是也门西北部哈杰省的首府。位于首都萨那西北方127公里处，海拔1800米。2003年该地有人口53,887。